# Рыцарь дорог (телесериал, 1982)
«Рыцарь дорог» (англ. Knight Rider) — научно-фантастический американский телесериал о приключениях бывшего полицейского и его напарника, машины с искусственным интеллектом.

## История показа
Трансляция СТС 1998-1999 год. DTV 2000. 2001 год

## Сюжет
Сериал повествует о Майкле Найте (англ. Michael Knight), который вместе с машиной по имени «КИТТ» (англ. K.I.T.T. — Knight Industries Two Thousand), обладающей искусственным интеллектом и оснащённой по последнему слову техники, работает на «Фонд за Закон и Правопорядок» (англ. Foundation for Law And Government, FLAG), частную организацию, основанную умирающим филантропом Уилтоном Найтом и его другом Дэвоном Майлзом для борьбы с преступностью.

## Персонажи

### Основные персонажи

#### Майкл Найт
Майкл Найт (англ. Michael Knight) — ранее известный как Майкл Артур Лонг (англ. Michael Arthur Long) — один из главных героев сериала, бывший полицейский, служил в армии США во время войны во Вьетнаме, где ему в череп была вживлена металлическая пластина. Во время службы в полиции его предают, он получает смертельные ранения в голову, деформировавшие металлическую пластину и вызвавшие необратимые изменения лица. В таком состоянии его находит секретная организация «Фонд Закон и Правопорядок» под командованием Уилтона Найта. Официально объявляют, что Майкл погиб, на самом деле ему делают ряд сложных пластических операций по восстановлению лица, спасая жизнь. После пластической операции Майкл Лонг берёт имя Майкл Найт, признавая себя приёмным сыном умирающего Уилтона Найта, который действительно заменяет ему отца. Вместе с разумным автомобилем по имени Китт (аббревиатура от англ. KITT — Knight Industries Two Thousand / Knight Industries 2000) Майкл начинает новую жизнь, продолжая дело Уилтона.
Обычно новое задание Майклу даёт новый директор Фонда, друг Уилтона Найта Дэвон Майлз. Майкл Найт старается избегать насилия и не использует огнестрельное оружие. Кроме того, он очень любит молодых и красивых девушек, никогда не отказывая им в помощи.
Роль Майкла Найта исполнил актёр Дэвид Хассельхофф. Во втором сезоне сериала он сыграл также родного сына Уилтона Найта, Гарта. Уилтон Найт, полагая, что его сын, в то время, когда Фонд нашёл Майкла, находившийся в африканской тюрьме, вряд ли когда-нибудь выйдет на свободу, попросил хирургов Фонда сделать Майклу лицо Гарта.

#### КИТТ

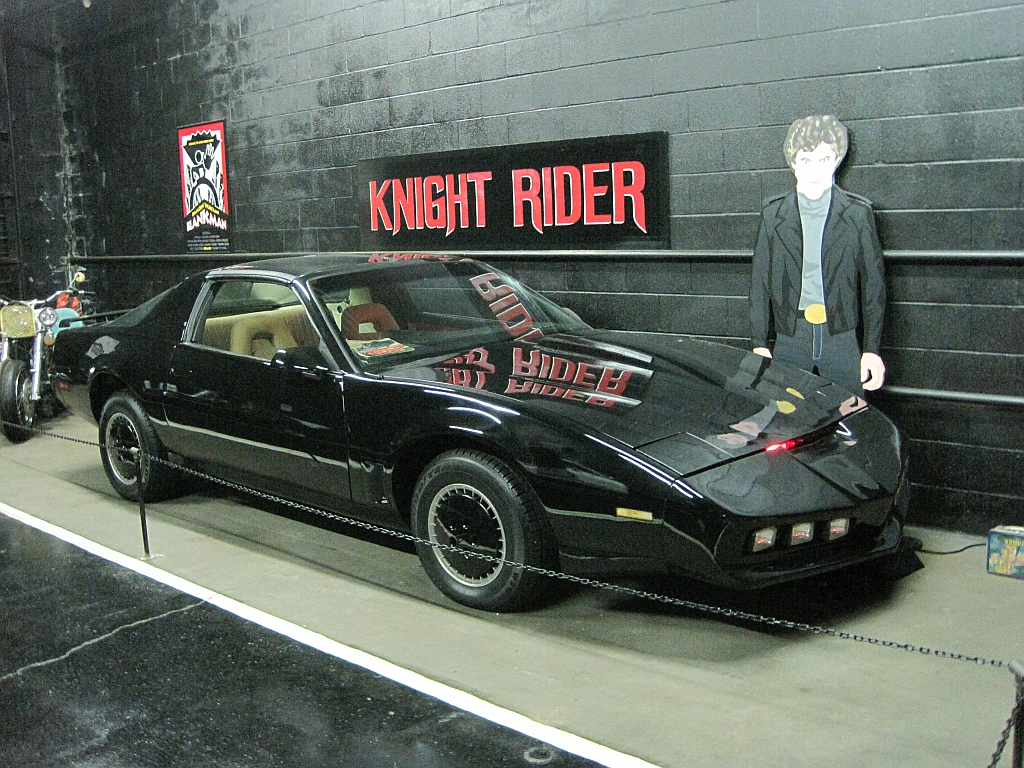
K.I.T.T. в музее киноавтомобилей в городе Джексон

КИТТ — Найт (Knight) Индустрия Две Тысячи (в русской версии канала СТС) (англ. KITT — Knight Industries Two Thousand / Knight Industries 2000) — второй главный герой сериала. Автомобиль Pontiac Firebird Trans Am, который может не только ездить в автоматическом режиме, развивать скорость до 300 миль в час (около 480 км/ч), но и имеет весьма развитый интеллект для машины, часто отвечая Майклу саркастическими остротами. Его корпус укреплён специальным сверхпрочным молекулярным щитом, разработанным Фондом. Таким образом Китт практически неуязвим для современных видов оружия.
Кроме того, у него имеются другие специальные возможности, например «Турбо-ускоритель» (англ. Turbo Boost), который позволяет перелетать через различные препятствия, возможность контролировать практически все электронные устройства на расстоянии, плавать по поверхности воды (2 сезон 6-я серия) (затем был снят).
В эпизоде «Knight of the Juggernaut» КИТТ разрушается огромной машиной-тараном, но Бонни, Арси и механики восстанавливают его в течение 24 часов. Молекулярный щит восстановить не удаётся, но механики добавляют «Сверхскоростной режим» (англ. Super Pursuit Mode), с помощью которого КИТТ теперь можеть развивать скорость более 400 миль в час (примерно 643 км/ч). Также они установили систему экстренного торможения, позволяющую с помощью трёх откидных створок быстро сбросить скорость после выхода из «Сверхскоростного режима».
Главное отличие Китта от серийного Pontiac Trans Am 1982 года — «нос» машины, который был переделан, чтобы установить на автомобиль красный сканер. Всего для съёмок в сериале было собрано 16 автомобилей, после окончания съёмок этот автомобиль стал собственностью Дэвида Хассельхоффа, а в 1992 году был продан в частную коллекцию. Сегодня эту машину можно увидеть в музее автомобилей Cars of the Stars Motor Museum в Англии. Поскольку сериал был необычайно популярен, поклонники сериала до сих пор изготавливают в большом количестве копии КИТТа.

#### Дэ́вон Майлз
Дэвон (англ. Devon Miles) — начальник Майкла и Китта. Обычно он появляется в начале серии, давая Майклу и Китту задание, и в конце серии, подводя итог проделанной работе. Его консервативное британское воспитание играет большую роль в его поведении, а его манеры, воспитанность и дипломатичность помогают ему выручать партнёров, когда тем грозят неприятности. Был убит в фильме «Рыцарь дорог 2000».

#### Бо́нни Ба́рстоу
Бонни (англ. Bonnie Barstow) — главный механик команды в первом, третьем и четвёртом сезонах. Предполагалась создателями как любовный интерес Майкла, но в итоге эта сюжетная линия оказалась прописана достаточно слабо и неочевидно.

#### Э́йприл Кёртис
Эйприл — главный механик команды во втором сезоне. Ребекка Холден была введена в сериал после увольнения Патрисии МакФерсон в конце первого сезона, но в ответ на негативную реакцию фанатов Макферсон была возвращена. Отношения Эйприл и Майкла были в основном идентичны отношениям Майкла с Бонни.

#### АрСи
Реджинальд Корнэлиус-третий, или АрСи для краткости (англ. Reginald Cornelius III / RC) появляется в четвёртом сезоне. Он — источник разных идей и активный помощник Майкла. Иногда АрСи спасает его, но и его самого периодически приходится выручать.

### Враги
В каждой серии у работников Фонда обычно появляются новые враги. Героям приходилось сталкиваться с наёмными убийцами, террористами, психопатами, военными и коррупционерами. Однако, как и в большинстве подобных сериалов, у Фонда есть несколько противников, которые возвращались несколько раз.

#### Гарт Найт
Гарт (англ. Garthe Knight) — единственный родной сын Уилтона Найта и международный преступник. Гарт ненавидит Майкла, потому что считает, что его отец хотел заменить его Майклом. В эпизоде «Голиаф» (англ. Goliath) Гарт строит огромный грузовик, покрытый специальным защитным слоем от КИТТа, с помощью которого планирует уничтожить Китта (аналогия с борьбой Давида и Голиафа), но команда Фонда уничтожает «Голиаф» и сажает Гарта обратно в тюрьму. Позже, в эпизоде «Возвращение Голиафа» (англ. Goliath Returns), соратница Гарта Адрианна Марго (англ. Adrianne Margeaux) освобождает его из тюрьмы с помощью восстановлённого «Голиафа».
В играх Knight Rider: The game и Knight Rider 2: The game, которые являются продолжением сериала, Гарт главный антагонист в союзе с КАРРом. Погибает в машине КАРРа, последний уничтожается вместе с ним во время подрыва ракетного комплекса.

#### КАРР
КАРР (Кибернетический Автоматизированный Разумный Робот)  (англ. KARR — Knight Automated Roving Robot) — опытный образец КИТТа. Главной задачей КАРРа являлось самосохранение, а не спасение человеческой жизни, что делало его безжалостным и опасным. Из-за этого проект был заморожен до тех пор, пока не будет найдено решение проблемы. В эпизоде «Доверие не ржавеет» (англ. Trust Doesn't Rust) КАРР активирован двумя воришками и решает разобраться со своим «жалким подобием» — КИТТом. КАРР более наивен и имеет меньше жизненного опыта, чем КИТТ, что позволяло некоторым преступникам использовать его способности в корыстных целях. В конце серии Майклу удается перехитрить КАРРа, направив на лобовое столкновение КИТТа. Из-за программы самосохранения КАРР сворачивает в сторону, падает с обрыва и взрывается.
На этом история с КАРРом должна была закончиться, но фанатам сериала он настолько понравился, что создателям фильма пришлось его «возродить». Так, кроме эпизода «Доверие не ржавеет», КАРР появился в эпизоде «КИТТ против КАРР» (3 сезон, 6 серия). Он стал ещё злее и снова решает избавиться от КИТТа, но уже более хитрым способом и с новым водителем — Джоном Стэнтоном. Благодаря наивности Джона КАРР быстро восстанавливается, получает лазер (после нападения на грузовик Фонда) и выманивает Майкла и КИТТа к мосту на поединок. КАРРу удается попасть в КИТТа и повредить его, однако Майкл активирует высокочастотные отражатели и направляет очередной лазер в сканер КАРРа. Таким образом КАРР тоже становится уязвимым. В финальной сцене КИТТ и КАРР взлетают и сталкиваются, КИТТу удается выжить, а КАРР разлетается на запчасти. Однако, в самом конце эпизода показывают сломанный бампер, а внутри него подающий сигналы процессор, давая зрителю понять, что КАРР не погиб.
Первоначально КАРР был неотличим от КИТТа. При повторном появлении у него появились отличия: красный сканер на носу стал жёлтым (от воздействия морской воды), а после восстановления его корпус из полностью чёрного стал чёрно-серебристым.
КАРР окончательно уничтожен в игре Knight Rider 2: The game.

#### Адриа́нна Марго
Появлялась во втором сезоне, где заставила юного хакера взломать КИТТа, после чего выкрала его, но Майкл вернул свою машину и поймал Адрианну. Позже появилась в эпизоде «Возвращение Голиафа», где освободила Гарта Найта из тюрьмы. Злая и коварная женщина, по данным Майкла и КИТТа, её возраст точно нигде не указывается, но на вид около 30 лет.

## В ролях
| Роль          | Актёр              |
| ------------- | ------------------ |
| Майкл Найт    | Дэвид Хассельхофф  |
| Китт (голос)  | Уильям Дэниэлс     |
| Дэвон Майлз   | Эдвард Малхейр     |
| Эйприл Кёртис | Ребекка Холден     |
| Бонни Барстоу | Патрисия МакФерсон |
| Уилтон Найт   | Ричард Бейсхарт    |

## Список серий

### Обзор
| Сезон | Сезон | Количество эпизодов | Период показа    | Период показа |
| Сезон | Сезон | Количество эпизодов | Начало сезона    | Финал сезона  |
| ----- | ----- | ------------------- | ---------------- | ------------- |
|       | 1     | 22                  | 26 сентября 1982 | 6 мая 1983    |
|       | 2     | 24                  | 2 октября 1983   | 27 мая 1984   |
|       | 3     | 22                  | 30 сентября 1984 | 5 мая 1985    |
|       | 4     | 22                  | 20 сентября 1985 | 4 апреля 1986 |

### Первый сезон (1982-83)
| №  | # | Название                                                                             | Дата показа      |
| -- | - | ------------------------------------------------------------------------------------ | ---------------- |
| 1  | 1 | «Knight of the Phoenix, Part 1» «Рыцарь Феникса»                                     | 26 сентября 1982 |
| 2  | 1 | «Knight of the Phoenix, Part 2» «Рыцарь Феникса (продолжение)»                       | 26 сентября 1982 |
| 3  | 1 | «Deadly Maneuvers» «Смертельные манёвры»                                             | 1 октября 1982   |
| 4  | 1 | «Good Day at White Rock» «Славный денёк у белой скалы»                               | 8 октября 1982   |
| 5  | 1 | «Slammin' Sammy’s Stunt Show Spectacular» «Сверх смелый спектакль скользящего Сэмми» | 22 октября 1982  |
| 6  | 1 | «Just My Bill» «Злополучный законопроект»                                            | 29 октября 1982  |
| 7  | 1 | «Not a Drop to Drink» «Ни капли воды»                                                | 5 ноября 1982    |
| 8  | 1 | «No Big Thing» «Не долго думая»                                                      | 12 ноября 1982   |
| 9  | 1 | «Trust Doesn’t Rust» «За другом не заржавеет»                                        | 19 ноября 1982   |
| 10 | 1 | «Inside Out» «Изнутри»                                                               | 26 ноября 1982   |
| 11 | 1 | «The Final Verdict» «Окончательный вердикт»                                          | 3 декабря 1982   |
| 12 | 1 | «A Plush Ride» «Шикарная прогулка»                                                   | 10 декабря 1982  |
| 13 | 1 | «Forget Me Not» «Незабудка»                                                          | 17 декабря 1982  |
| 14 | 1 | «Hearts of Stone» «Каменные сердца»                                                  | 14 января 1983   |
| 15 | 1 | «Give Me Liberty… or Give Me Death» «Если не Либерти то верная смерть»               | 21 января 1983   |
| 16 | 1 | «The Topaz Connection» «Проект Топаз»                                                | 28 января 1983   |
| 17 | 1 | «A Nice, Indecent Little Town» «Славный непорядочный городок»                        | 18 февраля 1983  |
| 18 | 1 | «Chariot of Gold» «Золотая колесница»                                                | 25 февраля 1983  |
| 19 | 1 | «White Bird» «Белая птица»                                                           | 4 марта 1983     |
| 20 | 1 | «# Knight Moves» «Найт в пути»                                                       | 11 марта 1983    |
| 21 | 1 | «Nobody Does It Better» «Один за всё в ответе»                                       | 29 апреля 1983   |
| 22 | 1 | «Short Notice» «В срочном порядке»                                                   | 6 мая 1983       |

### Второй сезон (1983-84)
| №  | # | Название                                                       | Дата показа     |
| -- | - | -------------------------------------------------------------- | --------------- |
| 23 | 2 | «Goliath, Part 1» «Голиаф. Часть 1»                            | 2 октября 1983  |
| 24 | 2 | «Goliath, Part 2» «Голиаф. Часть 2»                            | 2 октября 1983  |
| 25 | 2 | «Brother’s Keeper» «Братья по крови»                           | 9 октября 1983  |
| 26 | 2 | «Merchants of Death» «Торговцы смертью»                        | 16 октября 1983 |
| 27 | 2 | «Blind Spot» «Слепое пятно»                                    | 23 октября 1983 |
| 28 | 2 | «Return to Cadiz» «Возвращение в Кадиз»                        | 30 октября 1983 |
| 29 | 2 | «K.I.T.T. the Cat» «КИТТ верхолаз»                             | 6 ноября 1983   |
| 30 | 2 | «Custom K.I.T.T.» «Редкий экземпляр»                           | 13 ноября 1983  |
| 31 | 2 | «Soul Survivor» «Уцелевший душой»                              | 27 ноября 1983  |
| 32 | 2 | «Ring of Fire» «В огненном кольце»                             | 4 декабря 1983  |
| 33 | 2 | «Knightmares» «Кошмары Найта»                                  | 11 декабря 1983 |
| 34 | 2 | «Silent Knight» «Молчаливый рыцарь»                            | 18 декабря 1983 |
| 35 | 2 | «A Knight in Shining Armor» «Рыцарь в блестящих доспехах»      | 8 января 1984   |
| 36 | 2 | «Diamonds Aren’t a Girl’s Best Friend» «Побрякушки не игрушки» | 15 января 1984  |
| 37 | 2 | «White-Line Warriors» «Гоночные воины»                         | 29 января 1984  |
| 38 | 2 | «Race For Life» «Борьба за жизнь»                              | 5 февраля 1984  |
| 39 | 2 | «Speed Demons» «Демоны скорости»                               | 12 февраля 1984 |
| 40 | 2 | «Goliath Returns, Part 1» «Возвращение Голиафа. Часть 1»       | 19 февраля 1984 |
| 41 | 2 | «Goliath Returns, Part 2» «Возвращение Голиафа. Часть 2»       | 19 февраля 1984 |
| 42 | 2 | «A Good Knight’s Work» «Славный подвиг рыцаря»                 | 4 марта 1984    |
| 43 | 2 | «Mouth of the Snake, Part 1» «Пасть змеи. Часть 1»             | 8 апреля 1984   |
| 44 | 2 | «Mouth of the Snake, Part 2» «Пасть змеи. Часть 2»             | 8 апреля 1984   |
| 45 | 2 | «Let It Be Me» «Пусть им стану я»                              | 13 мая 1984     |
| 46 | 2 | «Big Iron» «Тяжёлый металл»                                    | 27 мая 1984     |

### Третий сезон (1984-85)
| №  | # | Название                                                          | Дата показа      |
| -- | - | ----------------------------------------------------------------- | ---------------- |
| 47 | 3 | «47. Knight of the Drones, Pant 1» «Рыцарь адских машин, Часть 1» | 30 сентября 1984 |
| 48 | 3 | «48. Knight of the Drones, Pant 2» «Рыцарь адских машин, Часть 2» | 30 сентября 1984 |
| 49 | 3 | «49. The Ice Bandits» «Похитители бриллиантов»                    | 7 октября 1984   |
| 50 | 3 | «Knight of the Fast Lane» «Гонки за пределом скорости»            | 14 октября 1984  |
| 51 | 3 | «Halloween Knight» «Праздник нечистой силы»                       | 28 октября 1984  |
| 52 | 3 | «K.I.T.T. vs. K.A.R.R.» ««КИТТ» против «КАРРа»»                   | 4 ноября 1984    |
| 53 | 3 | «The Rotten Apples» «Гнилые яблочки»                              | 11 ноября 1984   |
| 54 | 3 | «Knight in Disgrace» «Рыцарь в опале»                             | 18 ноября 1984   |
| 55 | 3 | «Dead of Knight» «Между жизнью и смертью»                         | 2 декабря 1984   |
| 56 | 3 | «Lost Knight» «Рыцарь без коня»                                   | 9 декабря 1984   |
| 57 | 3 | «Knight of the Chameleon» «Рыцарь и хамелеон»                     | 30 декабря 1984  |
| 58 | 3 | «Custom Made Killer» «Убийца на заказ»                            | 6 января 1985    |
| 59 | 3 | «Knight by a Nose» «На ноздрю впереди»                            | 13 января 1985   |
| 60 | 3 | «Junk Yard Dog» «Пират промышленных отбросов»                     | 3 февраля 1985   |
| 61 | 3 | «Buy Out» «Коллективный подряд»                                   | 10 февраля 1985  |
| 62 | 3 | «Knightlines» «Найт и электроника»                                | 3 марта 1985     |
| 63 | 3 | «The Nineteenth Hole» «19-я Лунка»                                | 10 марта 1985    |
| 64 | 3 | «Knight and Knerd» «Найт и «лох»»                                 | 17 марта 1985    |
| 65 | 3 | «Ten Wheel Trouble» «Беда о десяти колёсах»                       | 24 марта 1985    |
| 66 | 3 | «Knight in Retreat» «Курортная работа»                            | 29 марта 1985    |
| 67 | 3 | «Knight Strike» «Ответный удар»                                   | 5 апреля 1985    |
| 68 | 3 | «Circus Knights» «Рыцарь цирка»                                   | 5 мая 1985       |

### Четвёртый сезон (1985-86)
| №  | # | Название                                                                 | Дата показа      |
| -- | - | ------------------------------------------------------------------------ | ---------------- |
| 69 | 4 | «Knight of the Juggernaut, Pant 1» «Рыцарь против Джаггернаута, Часть 1» | 20 сентября 1985 |
| 70 | 4 | «Knight of the Juggernaut, Pant 2» «Рыцарь против Джаггернаута, Часть 2» | 20 сентября 1985 |
| 71 | 4 | «KITTnap» «Похищение КИТТа»                                              | 27 сентября 1985 |
| 72 | 4 | «Sky Knight» «Операция «Вечный сон»»                                     | 18 октября 1985  |
| 73 | 4 | «Burial Ground» «Бог ветра»                                              | 25 октября 1985  |
| 74 | 4 | «The Wrong Crowd» «Дурная компания»                                      | 1 ноября 1985    |
| 75 | 4 | «Knight Sting» «Рыцарь наносит удар»                                     | 8 ноября 1985    |
| 76 | 4 | «Many Happy Returns» «Счастливого дня рождения»                          | 15 ноября 1985   |
| 77 | 4 | «Knight Racer» «Рыцарь гонок»                                            | 29 ноября 1985   |
| 78 | 4 | «Knight Behind Bars» «Высший балл»                                       | 6 декабря 1985   |
| 79 | 4 | «Knight Song» «Песня Найта»                                              | 13 декабря 1985  |
| 80 | 4 | «The Scent of Roses» «Запах роз»                                         | 3 января 1986    |
| 81 | 4 | «Killer K.I.T.T.» «КИТТ убийца»                                          | 10 января 1986   |
| 82 | 4 | «Out of the Woods» «Опасность позади»                                    | 17 января 1986   |
| 83 | 4 | «Deadly Knightshade» «Смертельный номер»                                 | 24 января 1986   |
| 84 | 4 | «Redemption of a Champion» «Честное имя чемпиона»                        | 31 января 1986   |
| 85 | 4 | «Knight of a Thousand Devils» «Рыцарь тысячи лошадиных сил»              | 7 февраля 1986   |
| 86 | 4 | «Hills of Fire» «Горы в огне»                                            | 14 февраля 1986  |
| 87 | 4 | «Knight Flight to Freedom» «Побег»                                       | 21 февраля 1986  |
| 88 | 4 | «Fright Knight» «Рыцарь и призрак»                                       | 7 марта 1986     |
| 89 | 4 | «Knight of the Rising Sun» «Рыцарь восходящего солнца»                   | 14 марта 1986    |
| 90 | 4 | «Voo Doo Knight» «Вуу ду и Найт»                                         | 4 апреля 1986    |

## Ремейки и продолжения

### Фильмы
После закрытия сериала были сняты фильмы: «Рыцарь дорог 2000» (англ. Knight Rider 2000), в котором Pontiac Banshee (англ.) заменяет Pontiac Trans Am, и «Рыцарь дорог 2010» (англ. Knight Rider 2010), где главную роль автомобиля «играет» классический Ford Mustang 1. Главную роль в фильме «Рыцарь дорог 2000» играет всё тот же Дэвид Хассельхофф. Фильм «Рыцарь дорог 2010» очень отдалённо связан с сюжетом оригинального сериала и фильма. Также в 2008 году был представлен ещё один «Рыцарь дорог», где главным героем стал сын-тёзка Майкла Найта.
В августе 2020 года киностудия Spyglass Media и Atomic Mostar запустила производство фильм Рыцарь дорог по мотивам телесериала

### Рыцари правосудия
В 1997 году по мотивам «Рыцаря дорог» был выпущен сериал (т. н. Spin-off, ответвление) «Рыцари правосудия» (англ. Team Knight Rider, TKR), главными героями которого были машины «Зверь» (англ. «Beast») — вездеход Ford F-150, «Данте» (англ. «Dante») — спортивный Ford Expedition, «Домино» (англ. «Domino») — Ford Mustang, «Кэт» и «Платон» («Kat» и «Plato») — два «близнеца»-мотоцикла, объединяющихся в один транспорт (англ. «High Pursuit Vehicle»), а грузовик организации ФЛАГ заменил военный самолёт C5. В сериале снимались Брикстон Карнс, Кристина Стил, Кэти Треджизер и другие. Был закрыт после первого сезона из-за низких рейтингов.
С сюжетом оригинального сериала связь достаточно отдаленная, однако, в одной из серий рыцарям приходится сразиться с КИТТ.